# Seriphidium leucotrichum
Seriphidium leucotrichum là một loài thực vật có hoa trong họ Cúc. Loài này được (Krasch.) Y.R.Ling miêu tả khoa học đầu tiên năm 1991.